# Ry Tanindraza nay malala ô
Ry Tanindrazanay nay malala ô (Oh Nuestra Amada Patria en español) es el himno nacional de Madagascar

## Letra enmalgache
I
Ry Tanindrazanay malala o!
Ry Madagasikara soa
Ny Fitiavanay anao tsy miala,
Fa ho anao doria tokoa
Fiverenena
Tahionao ry Zanahary
Ity Nosin-dRazanay ity
Hiadana sy ho finaritra
He! Sambatra tokoa izahay.
II
Ry Tanindrazanay malala o!
Irinay mba hanompoana anao
Ny tena sy fo fanahy anananay,
'Zay sarobidy sy mendrika tokoa
Fiverenena
Tahionao ry Zanahary
Ity Nosin-dRazanay ity
Hiadana sy ho finaritra
He! Sambatra tokoa izahay.
III
Ry Tanindrazanay malala o!
Irinay mba hitahiana anao,
Ka ilay Nahary izao tontolo izao
No fototra ijoroan'ny satanao.
Fiverenena
Tahionao ry Zanahary
Ity Nosin-dRazanay ity
Hiadana sy ho finaritra
He! Sambatra tokoa izahay.

## Español
Oh, Nuestra querida Patria 
Oh buen Madagascar. 
Nuestro amor para usted permanecerá siempre, 
Para ti, para ti para siempre. 
Proteja a su disposición oh Dios creador 
Esta isla de nuestros antepasados 
A fin de que pueda vivir en paz y alegría 
¡Eh!! Estamos verdaderamente bendecidos. 

Oh nuestra querida Patria! 
Queremos servirle a usted con 
El cuerpo y el corazón, el espíritu que es nuestro, 
Usted está preciosa y verdaderamente merece 

Oh nuestra querida Patria! 
Queremos que usted será bendito, 
Así que el creador del universo 
Será la base de que las leyes.
- Datos: Q273106
- Multimedia: National anthem of Madagascar / Q273106